# Spielothek-Cup 2005
Der Spielothek-Cup 2005 war die 20. Austragung des Handballwettbewerbs und wurde am 19. und 20. August 2005 in den ostwestfälischen Städten Minden und Lübbecke in Nordrhein-Westfalen ausgetragen. Der TuS N-Lübbecke setzte sich im Finale mit 30:20 (15:8) Toren im Mühlenkreis-Derby gegen GWD Minden-Hannover durch und gewann seinen insgesamt fünften Titel. Den dritten Platz sicherte sich die HSG Düsseldorf mit 25:24 (13:11) gegen den TuS Spenge. Torschützenkönig wurde Stephan Just von GWD Minden-Hannover mit 14 Toren. Auch Stian Tønnesen vom TuS N-Lübbecke erzielte 14 Tore, Just hatte aber mehr Feldtore aufzuweisen.

## Modus
Es wurde mit vier Mannschaften im K.-o.-System mit zwei Halbfinalspielen, dem Spiel um Platz drei sowie dem Finale gespielt. Die Spielzeit betrug 2 × 30 Minuten. Bei unentschiedenem Ausgang nach Ablauf der regulären Spielzeit hätte es eine Verlängerung von 2 × 5 Minuten geben. Bei Unentschieden nach Ablauf der Verlängerung ein Siebenmeterwerfen.

## Spiele

### Halbfinale
| 19. August 2005 18:00 Uhr | GWD Minden-Hannover        | 25:22   | TuS Spenge                  | Kampa-Halle, Minden Zuschauer: 650 Schiedsrichter: Torsten Brandt, Karsten Veit |
| 19. August 2005 18:00 Uhr | meiste Tore: Just (8 Tore) | (14:12) | meiste Tore: Anton (6 Tore) | Kampa-Halle, Minden Zuschauer: 650 Schiedsrichter: Torsten Brandt, Karsten Veit |
| 19. August 2005 18:00 Uhr | Strafen: 5×                |         | Strafen: 3×                 | Kampa-Halle, Minden Zuschauer: 650 Schiedsrichter: Torsten Brandt, Karsten Veit |

| 19. August 2005 20:00 Uhr | TuS N-Lübbecke                         | 29:27   | HSG Düsseldorf                  | Kampa-Halle, Minden Zuschauer: 650 Schiedsrichter: Jens Kaiser, Volker Kaiser |
| 19. August 2005 20:00 Uhr | meiste Tore: Fölser, Schröder (7 Tore) | (10:15) | meiste Tore: Vasilakis (7 Tore) | Kampa-Halle, Minden Zuschauer: 650 Schiedsrichter: Jens Kaiser, Volker Kaiser |
| 19. August 2005 20:00 Uhr | Strafen: 3×                            |         | Strafen: 3×                     | Kampa-Halle, Minden Zuschauer: 650 Schiedsrichter: Jens Kaiser, Volker Kaiser |

### Spiel um Platz 3
| 20. August 2005 17:30 Uhr | TuS Spenge                         | 24:25   | HSG Düsseldorf             | Kreissporthalle, Lübbecke Zuschauer: 1.000 Schiedsrichter: Torsten Brandt, Karsten Veit |
| 20. August 2005 17:30 Uhr | meiste Tore: Anton, Rüter (5 Tore) | (11:13) | meiste Tore: Haaß (7 Tore) | Kreissporthalle, Lübbecke Zuschauer: 1.000 Schiedsrichter: Torsten Brandt, Karsten Veit |
| 20. August 2005 17:30 Uhr | Strafen: 5×                        |         | Strafen: 3×                | Kreissporthalle, Lübbecke Zuschauer: 1.000 Schiedsrichter: Torsten Brandt, Karsten Veit |

### Finale
| GWD Minden-Hannover | GWD Minden-Hannover | TuS N-Lübbecke | TuS N-Lübbecke |
| | Finale 20. August 2005, 19:30 Uhr in Lübbecke (Kreissporthalle) Ergebnis: 20:30 (8:15) Zuschauer: 1.000 Schiedsrichter: Jens Kaiser, Volker Kaiser ( Deutschland)                                                                                          |                |                |
| Björn Buhrmester, Malik Beširević – Ognjen Backovič (1), Arne Niemeyer (6/1), Georg Auerswald (n.e.), Christopher Kunisch, Kilian Kraft (1), Ivan Vukas (3), Jan-Fiete Buschmann (3), Snorri Guðjónsson, Stephan Just (6) Trainer: Richard Ratka ( Deutschland) | Nándor Fazekas, Torsten Friedrich – Patrick Fölser (1), Nico Greiner (1), Fabian van Olphen (3), Daniel Kubeš (2), Stian Tønnesen (8/5), Rolf Hermann (7), Dirk Hartmann (4), Tobias Schröder (3), Þórir Ólafsson (1) Trainer: Jens Pfänder ( Deutschland) |                |                |
| | Greiner (50.) |                |                |

## Statistiken

### Torschützenliste
| Pl. | Spieler              | Verein              | Tore | FT | 7m | T/S |
| --- | -------------------- | ------------------- | ---- | -- | -- | --- |
| 1   | Stephan Just         | GWD Minden-Hannover | 14   | 11 | 3  | 7   |
|     | Stian Tønnesen       | TuS N-Lübbecke      | 14   | 5  | 9  | 7   |
| 3   | Arne Niemeyer        | GWD Minden-Hannover | 13   | 12 | 1  | 6,5 |
|     | Michael Haaß         | HSG Düsseldorf      | 13   | 8  | 5  | 6,5 |
| 5   | Leif Anton           | TuS Spenge          | 11   | 5  | 6  | 5,5 |
| 6   | Rolf Hermann         | TuS N-Lübbecke      | 10   | 10 | 0  | 5   |
|     | Tobias Schröder      | TuS N-Lübbecke      | 10   | 10 | 0  | 5   |
| 8   | Robert Runge         | HSG Düsseldorf      | 9    | 9  | 0  | 4,5 |
|     | Alexandros Vasilakis | HSG Düsseldorf      | 9    | 9  | 0  | 4,5 |
| 10  | Patrick Fölser       | TuS N-Lübbecke      | 8    | 8  | 0  | 4   |
|     | Jan Rüter            | TuS Spenge          | 8    | 8  | 0  | 4   |

FT – Feldtore, 7m – Siebenmeter-Tore, T/S – Tore pro Spiel

## Aufgebote
| TuS N-Lübbecke | GWD Minden-Hannover | HSG Düsseldorf |
| Nándor Fazekas Torsten Friedrich Patrick Fölser Nico Greiner Fabian van Olphen Daniel Kubeš Stian Tønnesen Rolf Hermann Dirk Hartmann Tobias Schröder Þórir Ólafsson | Malik Beširević Björn Buhrmester Ognjen Backovič Arne Niemeyer Georg Auerswald Christopher Kunisch Kilian Kraft Ivan Vukas Jan-Fiete Buschmann Snorri Guðjónsson Stephan Just | Almantas Savonis Jens Bothe Daniel Sdunek Frank Berblinger Fabian Schneider Robert Runge Markús Máni Michaelsson Maute Jens Sieberger Nikolaos Kokolodimitrakis Alexandros Vasilakis Jörg Schürmann Michael Haaß Philipp Pöter René Wagner Matthias Struck Tomokata Nakai Robert Heinrichs |
| Jens Pfänder (Trainer) | Richard Ratka (Trainer) | Nils Lehmann (Trainer) |

### 4.Platz:TuS Spenge
| - Johnny Dähne - Carsten Mundhenk - Thorsten Bergmann - Stephan Wilmsen | - Pascal Czauderna - Maik Dittrich - Michael Scholz - Jan Rüter | - Frank Steinicke - Rüdiger Traub - Andreas Bock - Marco Steffen | - Leif Anton |

Trainer: Walter Schubert